# 1-aminocyclopropaan-1-carbonzuur
1-aminocyclopropaan-1-carbonzuur (doorgaans afgekort tot ACC) is een dubbel gesubstitueerd alfa-aminozuur waarin het alfa-koolstofatoom deel uitmaakt van een cyclopropaanring. ACC speelt een belangrijke rol in de biosynthese van het plantenhormoon etheen.

## Biosynthese
Als uitgangsstof voor de biosynthese geldt het aminozuur methionine dat door ACC-synthase (EC 4.4.1.14) in ACC wordt omgezet. ACC-oxidase (EC 1.14.17.4) verzorgt vervolgens de omzetting naar etheen.
ACC is ook een exogene partiële agonist van de NMDA-receptor in zoogdieren.